# Austin Daye
Austin Darren Daye (Irvine (Californië), 5 juni 1988) is een Amerikaanse basketballer die uitkomt voor [reyer umana]. Eerder speelde hij voor Detroit Pistons in de NBA waar hij in 2009 gedraft werd. Ook kwam hij uit voor BK Chimki, Memphis Grizzlies, Toronto Raptors, San Antonio Spurs en Atlanta Hawks. In 2014 werd hij kampioen in de NBA met San Antonio.